# 信濃川ウォーターシャトル

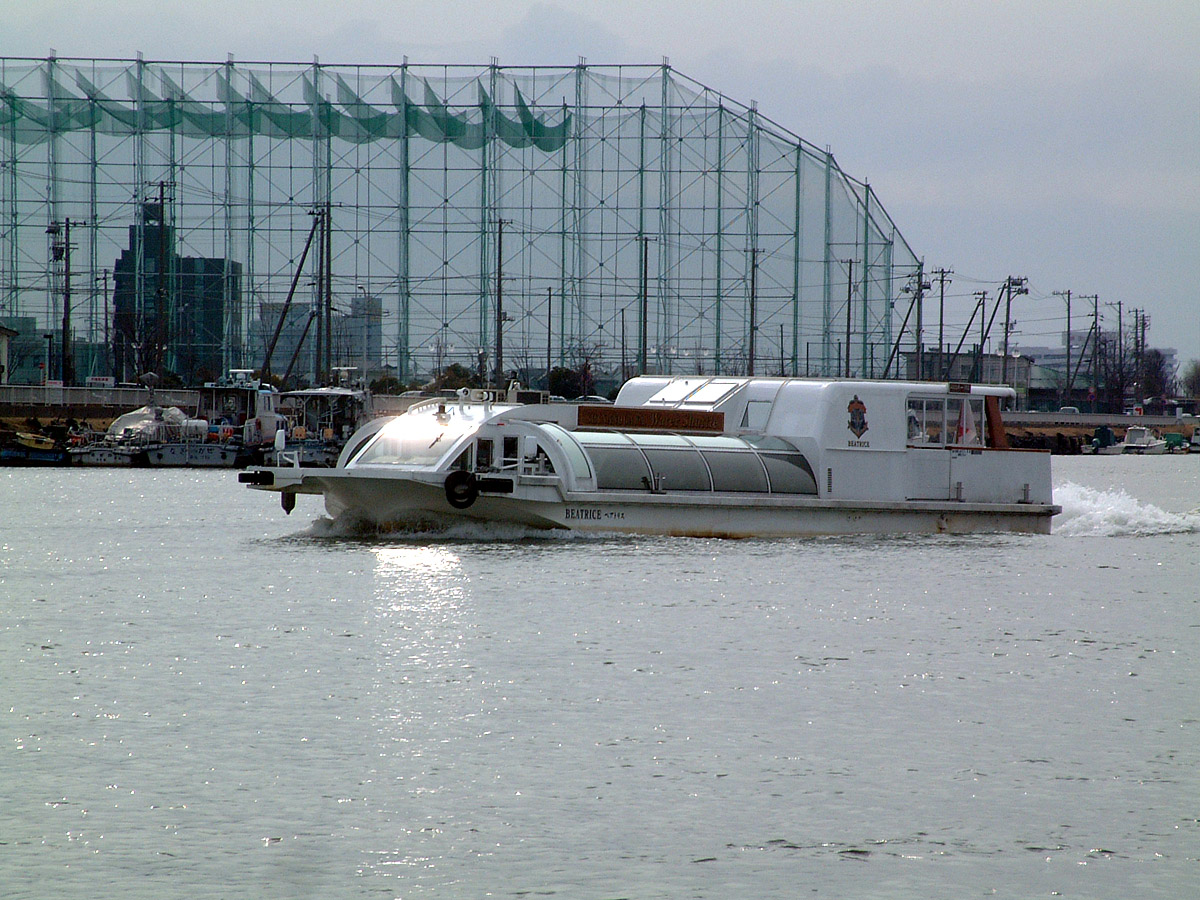
信濃川ウォーターシャトル（ベアトリス）

信濃川ウォーターシャトル株式会社（しなのがわウォーターシャトル）は、新潟県新潟市中央区に本社を置き、同市の信濃川下流域を中心に水上バスを運航する企業。

## 概要
かつて、新潟市周辺の信濃川・中ノ口川・阿賀野川・小阿賀野川流域では「河川蒸気」と呼ばれる汽船による水上交通が盛んであったが、明治時代後期から昭和時代初期にかけての鉄道・道路の整備進行に伴い衰退し、旅客輸送はほとんど行われなくなった。
だが現在、新潟都市圏が拡がり、通勤時には幹線道路が至る所で渋滞を引き起こし、バスも少子化や運賃値上げなどで利用者が減少し、鉄道・バスの役割を補充するための交通機関が望まれていた。また新潟市は観光資源が乏しいというウイークポイントがあり、信濃川流域を利用した観光資源を開拓することが検討されていた。これらの事情から、かつての水上交通の復活と「水の都」の観光資源開拓を目指して設立されたのが、「信濃川ウォーターシャトル」である。
定期航路は信濃川下流域を航行。中央区柳島町の新潟市歴史博物館（みなとぴあ）から朱鷺メッセ、萬代橋西詰、新潟県庁前を経由して、西区山田の新潟ふるさと村に至る。
もともと「都市公共交通としての水上バスに可能性を見い出そうとする試み」であり、5隻の船を揃えて早朝から深夜まで日中20分間隔・通勤時間帯15分間隔で一日100便近くを運航する計画だったが、実際には2隻の船で観光需要のみに対応しており、同社は2004年9月の平日に通勤通学対応の実証実験を行ったものの本格運航には至っていない。

## 運航概要
定期便のダイヤは、みなとぴあ・朱鷺メッセ - ふるさと村間を往復する「シャトル便」と、朱鷺メッセを起点に信濃川下流域を45分間または25分間遊覧クルーズする「周遊便」の2つの運航パターンからなる。
2022年および2023年の場合、定期便は3月下旬～11月下旬の間の土曜・日曜のみの運航となっており（基本はシャトル便3往復と周遊便3本）、平日および冬期間は予約があった場合のみ運航する。但し、2023年1月1日・2日は定期便として周遊便を運航した。
また、朱鷺メッセで大規模な動員が見込まれるイベント・コンサート等が開催される際には、朱鷺メッセ - 萬代橋西詰間で臨時シャトル便を運航する場合がある。
この他、パーティークルーズや船上結婚式など、貸切での運航にも応じている。

### 就航船
- アナスタシア号　定員108名
- ベアトリス号　定員100名

### その他サービス
- 自転車の航送が可能。区間にかかわらず1回200円。小人およびにいがたレンタサイクルの貸自転車は100円。

## 運航ルート
- 上り：みなとぴあ→朱鷺メッセ→萬代橋西詰→万代シテイ→県庁前→ふるさと村
- 下り：ふるさと村→県庁前→万代シテイ→萬代橋西詰→朱鷺メッセ→みなとぴあ

## ギャラリー

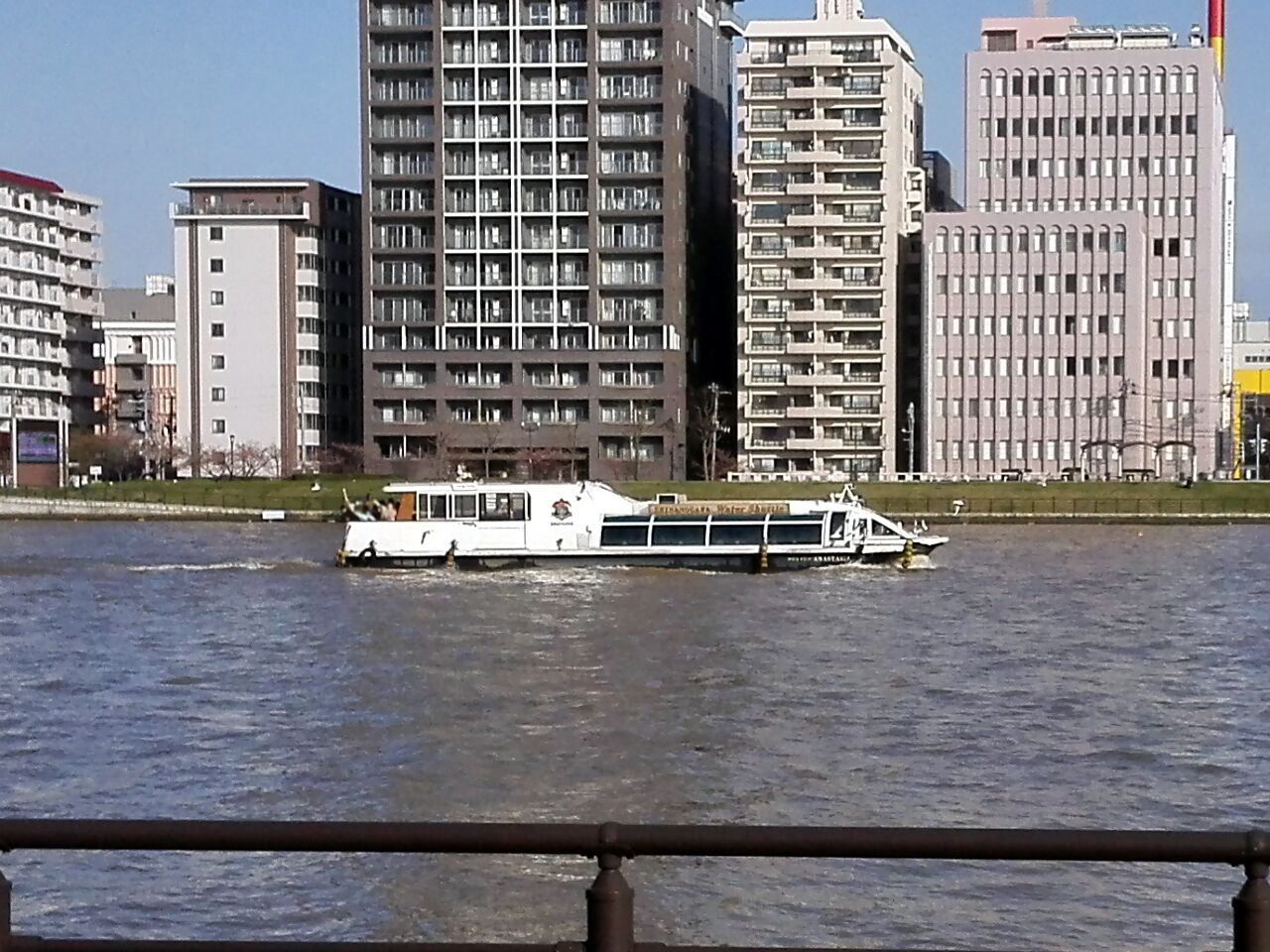
アナスタシア号（万代付近を航行中）
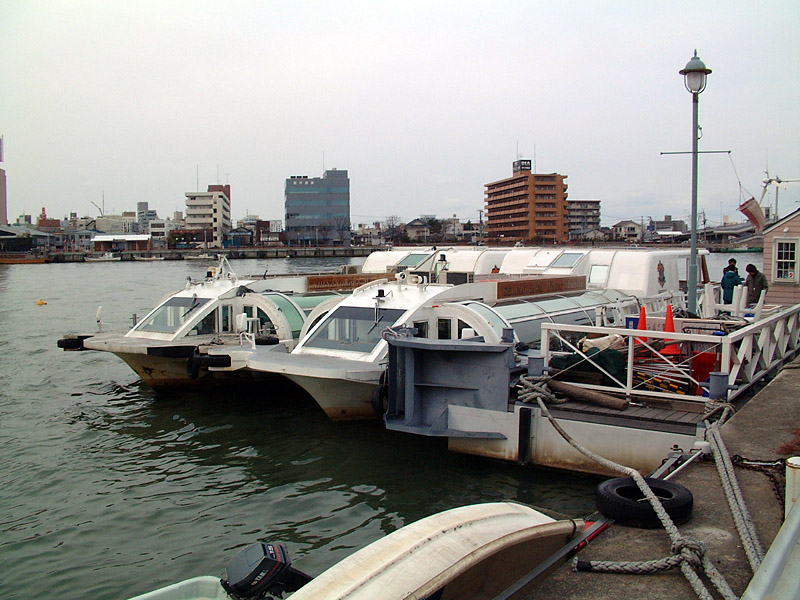
アナスタシア号（左）とベアトリス号（右）
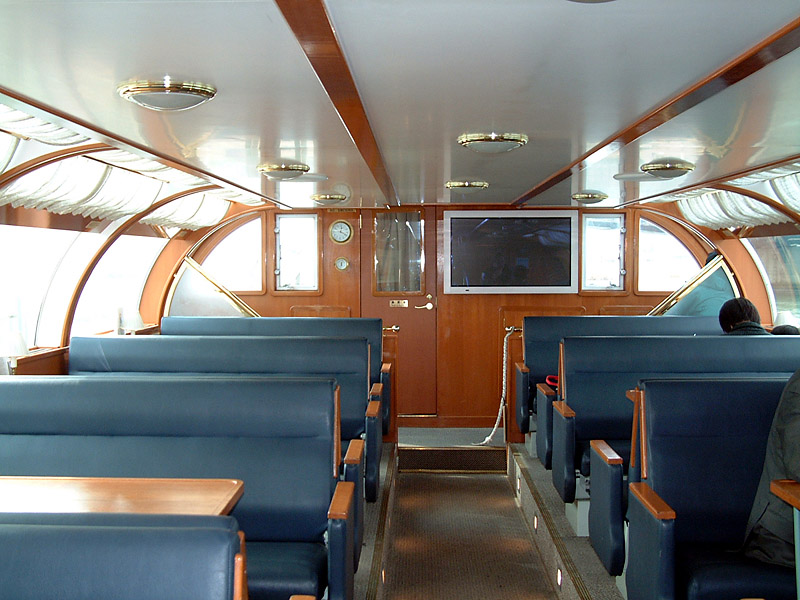
アナスタシア号船内
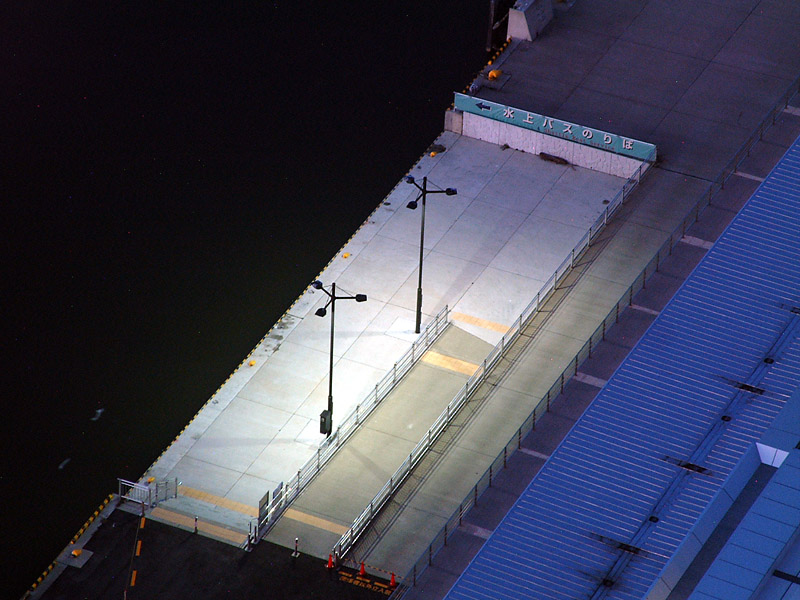
朱鷺メッセ前のりば